# Raduša (Užice)
Pour les articles homonymes, voir Raduša.
Raduša (en serbe cyrillique : Радуша) est un village de Serbie situé sur le territoire de la Ville d'Užice, district de Zlatibor. Au recensement de 2011, il comptait 373 habitants.

## Démographie

### Évolution historique de la population
| 1948  | 1953  | 1961  | 1971  | 1981 | 1991 | 2002 | 2011 |
| ----- | ----- | ----- | ----- | ---- | ---- | ---- | ---- |
| 1 251 | 1 285 | 1 152 | 1 046 | 875  | 710  | 524  | 373  |

|  |